# أنتونيو موراتو
أنتونيو موراتو (بالبرتغالية: António Morato‏) (مواليد 6 نوفمبر 1964) هو لاعب كرة قدم. يلعب مع منتخب البرتغال لكرة القدم. سبق له أن لعب في كأس العالم لكرة القدم مع منتخب بلاده.

## مسيرته الكروية
لعب أنتونيو موراتو خلال مسيرته الاحترافية مع 5 أندية في أحد عشر موسمًا وسجل خلالها 5 أهداف ضمن 217 مباراة. ولم يفز بأي موسم بالكأس وفاز في موسم واحد بالدوري.
خاض أنتونيو موراتو مسيرته مع نادي سبورتينغ لشبونة في موسم 1983–84 ليلعب معه ستة مواسم، مشاركًا في 140 مباراة سجل خلالها 4 أهداف. ثم انتقل إلى نادي بورتو في موسم 1989–90 لمدة موسم واحد، حيث شارك في مباراتين ولم يسجل أي هدف. لينتقل بعدها إلى نادي بيلينينسش في موسم 1990–91 لمدة موسم واحد، مشاركًا في 35 مباراة ولم يسجل أي هدف أيضًا. ثم انتقل إلى نادي جل فيسنتي في موسم 1991–92 ولمدة موسمين، مشاركًا في 37 مباراة سجل خلالها هدفًا واحدًا. هذا وانتقل لاحقًا إلى نادي إشتوريل برايا في موسم 1993–94 لمدة موسم واحد، مشاركًا في 3 مباريات ولم يسجل أي هدف.

## روابط خارجية
- أنتونيو موراتو على موقع الاتحاد الدولي (مؤرشف)  (الإنجليزية)
- أنتونيو موراتو على موقع قاعدة بيانات كرة القدم.إي يو (الإنجليزية)
- أنتونيو موراتو على موقع ناشيونال فوتبول تيمز (الإنجليزية)